# Sampang Maruhur
Sampang Maruhur is een bestuurslaag in het regentschap Tapanuli Tengah van de provincie Noord-Sumatra, Indonesië. Sampang Maruhur telt 984 inwoners (volkstelling 2010).